# Parc national de Te Urewera
Le parc national de Te Urewera est situé sur l'île du Nord de la Nouvelle-Zélande. Recouvrant une superficie de 2 127 km², il est au nord-est de la région de Hawke's Bay.
Le 28 juillet 1954 les bassins hydrographiques des lacs Waikaremoana, Waikareiti et d'autres réserves naturelles de la Couronne furent fusionnés en un parc national, et en 1957 on proposait déjà d'ajouter le reste des terres de la Couronne au nord de Ruatahuna. Cette proposition fut formalisée en novembre 1957, et 1 350 km² furent ainsi ajoutés. Il y eut d'autres extensions en 1962, 1975 et 1979, ainsi que plusieurs petits achats de terre et des légères modifications des frontières du parc.
Le fond des lacs et les lieux māori ne font pas partie du parc. La Couronne a loué les fonds des lacs, qui sont gérés par le Department of Conservation.
Te Urewera est la terre traditionnelle du peuple Tuhoe. En raison de l'accès difficile à ce coin de l'île, elle fut l'une des dernières régions à être soumis au contrôle des Britanniques au XIXe siècle. Te Kooti, le dirigeant māori, s'y réfugia des Britanniques parmi les Tuhoe.